# 穗積車站
穗積車站（日语：／ Hozomi eki */?）是一由東海旅客鐵道（JR東海）與日本貨物鐵道（JR貨物）所共同經營的鐵路車站，位於日本岐阜縣瑞穗市別府，是東海道本線沿線的車站之一，設有綠窗口。
穗積車站目前雖仍是JR貨物的車站之一，但早已無貨運列車的發抵，僅剩靠公路運輸的臨時車攜貨運（車扱貨物）服務。在1997年之前本站曾有貨運專用線的配置，連接位於車站西南的日本石油穗積油槽所，但目前早已廢線。

## 車站結構
島式月台1面2線的高架車站。車站位於地壘上。

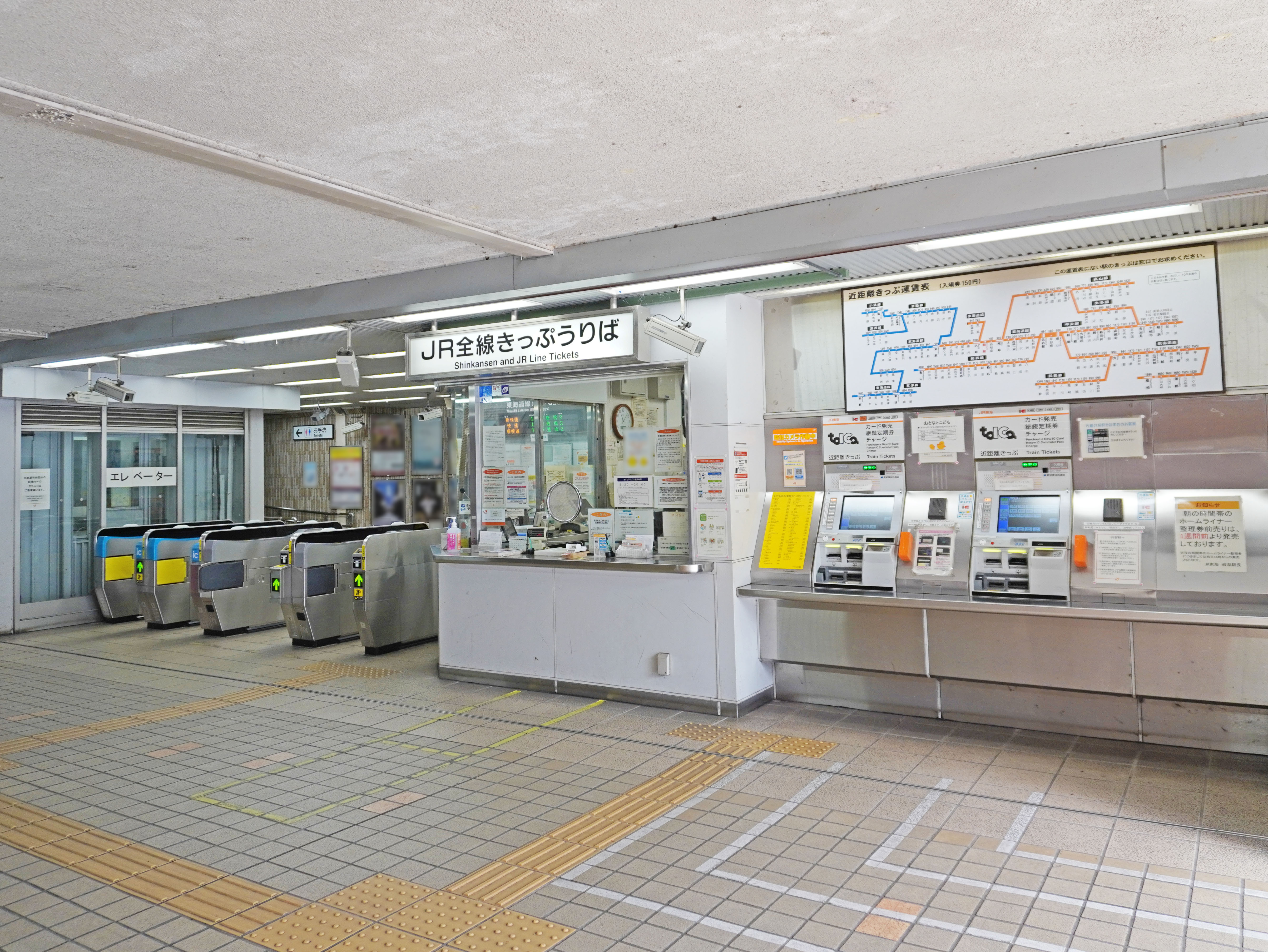
檢票口（2022年11月）
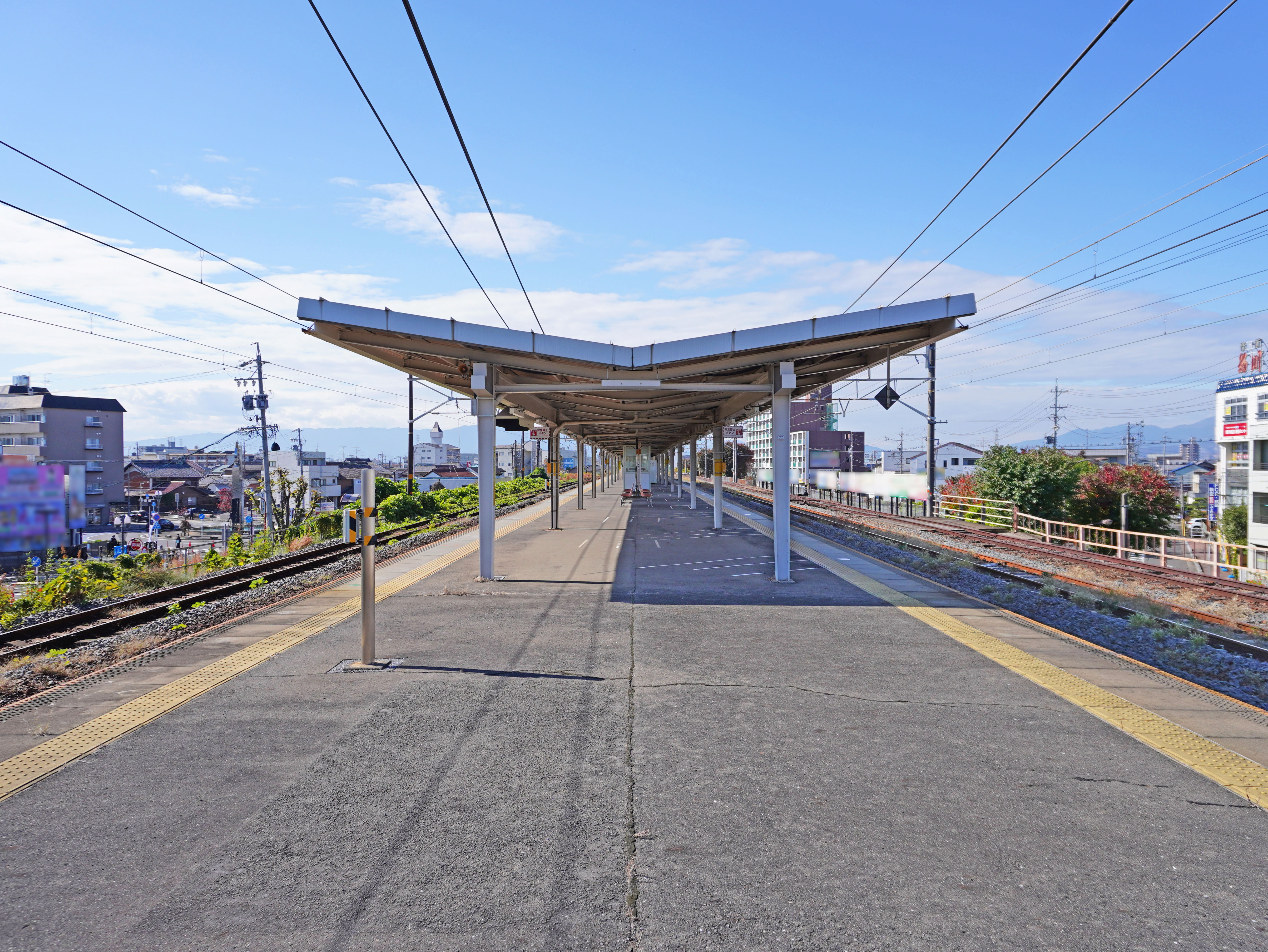
月台（2022年11月）

### 月台配置
| 月台 | 路線       | 方向 | 目的地           |
| ---- | ---------- | ---- | ---------------- |
| 1    | 東海道本線 | 下行 | 大垣、米原方向   |
| 2    | 東海道本線 | 上行 | 岐阜、名古屋方向 |

## 使用情況
2018年（平成30年）度1日平均上車人次為9,094人。
近年的1日平均上車人次推移如下表。
| 年度               | 1日平均 上車人次 |
| ------------------ | ---------------- |
| 1997年（平成09年） | 8,515            |
| 1998年（平成10年） | 8,563            |
| 1999年（平成11年） | 8,498            |
| 2000年（平成12年） | 8,436            |
| 2001年（平成13年） | 8,254            |
| 2002年（平成14年） | 8,254            |
| 2003年（平成15年） | 7,978            |
| 2004年（平成16年） | 8,025            |
| 2005年（平成17年） | 8,550            |
| 2006年（平成18年） | 8,573            |
| 2007年（平成19年） | 8,701            |
| 2008年（平成20年） | 8,754            |
| 2009年（平成21年） | 8,466            |
| 2010年（平成22年） | 8,421            |
| 2011年（平成23年） | 8,426            |
| 2012年（平成24年） | 8,515            |
| 2013年（平成25年） | 8,694            |
| 2014年（平成26年） | 8,693            |
| 2015年（平成27年） | 8,803            |
| 2016年（平成28年） | 8,923            |
| 2017年（平成29年） | 9,094            |
| 2018年（平成30年） | 9,240            |

## 相鄰車站
東海旅客鐵道
 東海道本線
- 「Home Liner大垣」停車站

■特別快速、■新快速、■快速、■區間快速、■普通
西岐阜（CA75）－穗積（CA76）－大垣（CA77）
※包括貨物站的相鄰車站
（貨）岐阜貨運站－穗積－大垣

### 來源
1. 1 2  駅構内の案内表記。これらはJR東海公式サイトの各駅の時刻表 （页面存档备份，存于）で参照可能（駅掲示用時刻表のPDFが使われているため。2015年1月現在）。

## 外部連結
- 穗積 - 東海旅客鐵道